# Anomala glabra
Anomala glabra är en skalbaggsart som beskrevs av Lin 1981. Anomala glabra ingår i släktet Anomala och familjen Rutelidae. Inga underarter finns listade i Catalogue of Life.